# Marzio Olivero
Marzio Olivero (Torino, 16 marzo 1961) è un politico italiano,  sindaco di Biella dal 2024.

## Biografia
Olivero ha iniziato la carriera politica nelle file del Movimento Sociale Italiano, come consigliere circoscrizionale del Barazzetto di Biella dal 1986 al 1990, e come presidente della circoscrizione 1 Biella Centro dal 1995 al 1999.
Nel 1999 è eletto al consiglio comunale di Biella per Alleanza Nazionale. Ha inoltre ricoperto l'incarico di assessore al lavoro e all'istruzione dal 2002 al 2004 nella giunta provinciale di Biella presieduta da Orazio Scanzio. Assessore dal 2009 al 2013 nella giunta comunale di Donato Gentile, con deleghe all'ambiente e ai trasporti, è in seguito eletto nel 2014 consigliere comunale a Rosazza con Fratelli d'Italia, rimanendovi fino al 2021. Nel frattempo, ha svolto anche l'incarico di assessore al comune di Ponderano dal 2014 al 2019.
Eletto di nuovo a Biella alle amministrative del 2019, è presidente del consiglio comunale dal 26 giugno 2019 fino al 28 marzo 2022, quando viene chiamato dal sindaco Claudio Corradino a ricoprire il ruolo di assessore con delega all'ambiente, rifiuti, protezione civile, partecipate e servizio idrico.
Alle elezioni amministrative del 2024 è candidato a sindaco di Biella, sostenuto da una coalizione di centro-destra costituita da Fratelli d'Italia, Forza Italia, Lega, Unione di Centro e una lista civica, risultando eletto al primo turno il 10 giugno con il 53,8% dei voti.